# Caminho de Ferro Mineiro do Pejão
O Caminho de Ferro Mineiro do Pejão, foi uma rede ferroviária em Portugal, que foi utilizada para transportar a produção das minas de carvão de Pedorido até um cais fluvial no Rio Douro, junto a Germunde.

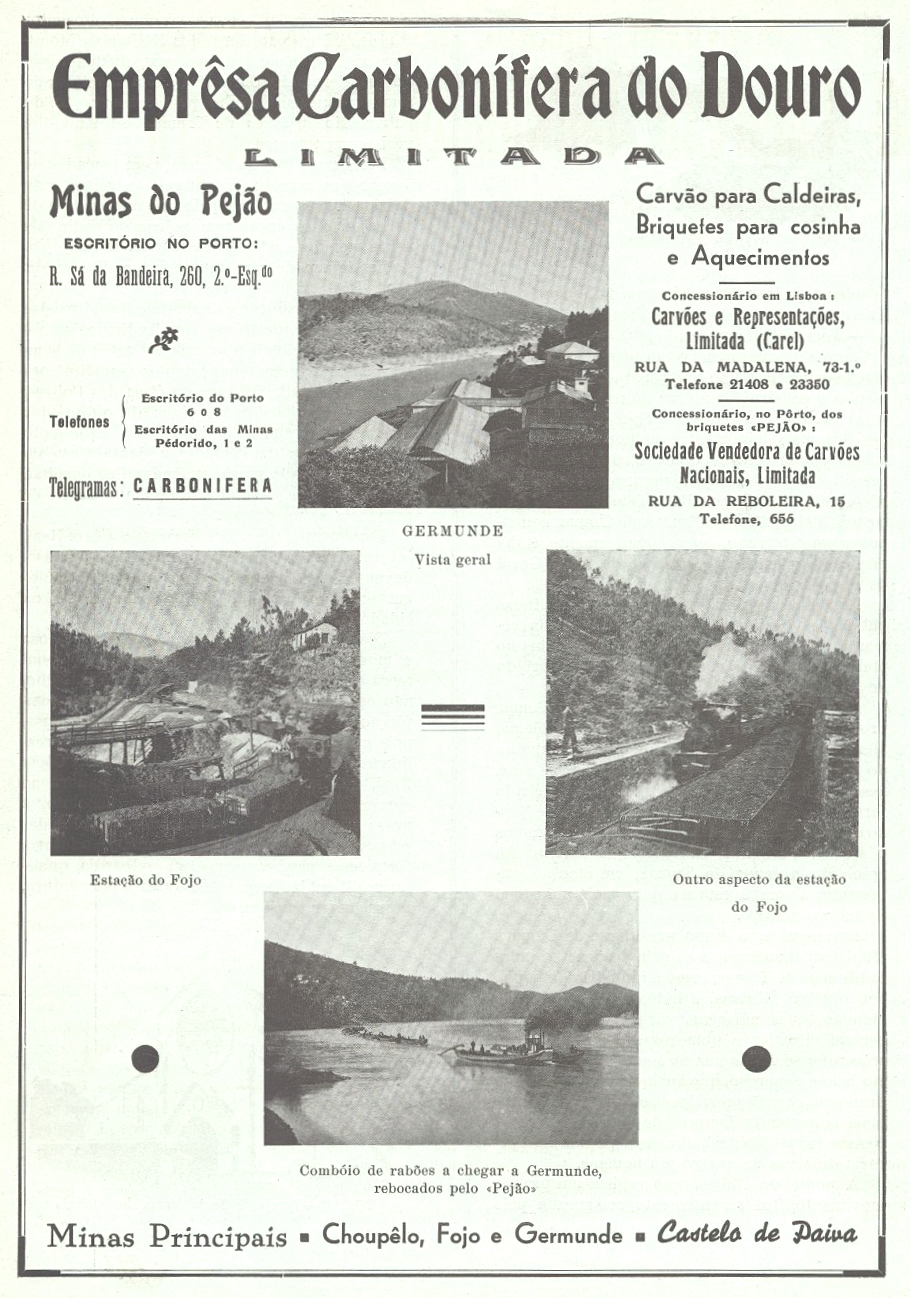
Publicidade de 1942 da Emprêsa Carbonífera do Douro, mostrando o caminho de ferro.

## História
A exploração do couto mineiro do Pejão iniciou-se em 1859. Era formado por várias minas de carvão, destacando-se principalmente as do Pejão, Germunde e Fojo, tendo sido explorado pela Empresa Carbonífera do Douro. As minas entraram num período de grande desenvolvimento a partir de 1933, atingindo o pico da produção em 1957, mas em 1974 terminou o transporte de minério pelos meios ferroviário e fluvial, acabando por ser encerradas em 1994. O couto do Pejão chegou a ser uma das maiores explorações mineiras em Portugal.
Para escoar a produção das minas do Pejão até ao Rio Douro, foi construído um caminho de ferro no sistema Decauville, com uma bitola de 600 mm, tendo sido uma das poucas linhas em Portugal a utilizar este sistema. O caminho de ferro incluía uma ponte na localidade de Pedorido, que foi construída pela Empresa Industrial Portuguesa em 1893.

## Material circulante
Para o transporte do minério foram empregues comboios rebocados por locomotivas a vapor, às quais não foram dados números mas nomes. Uma das locomotivas, denominada de Choupelo, foi construída pela firma Orenstein & Koppel, tendo sido utilizada pelo exército alemão durante a Primeira Guerra Mundial, e depois adquirida pela companhia do Pejão. Outra locomotiva a vapor, chamada de Pejão, foi construída pela empresa britânica Robert Hudson, utilizada no Reino Unido durante a Primeira Guerra Mundial e depois transferida para Portugal. Após o final da exploração mineira, tanto esta locomotiva como a Choupelo passaram para a gestão da Direção Geral de Minas, tendo sido levadas para as oficinas da Companhia dos Caminhos de Ferro Portugueses em Campanhã. A Pejão foi guardada no Museu Nacional Ferroviário, no Entroncamento, enquanto que a Choupelo foi preservada primeiro no Núcleo Museológico de Estremoz, e depois levada também para o Entroncamento. Uma outra locomotiva, denominada Pedorido, pode ser encontrada à entrada do edifício da Junta de Freguesia do mesmo nome.[carece de fontes?] Existiu pelo menos uma outra locomotiva a vapor, conhecida como Germunde.